# Ivar Formo
Ivar Formo   (Oslo, 24 de juny de 1951 - Oslo, 26 de desembre de 2006) fou un esquiador de fons noruec que destacà a la dècada del 1970.

## Biografia
Va néixer el 24 de juny de 1951 a la ciutat d'Oslo.
Morí el 26 de desembre de 2006 a la zona de Nordmarka, una zona boscosa propera a Oslo on es creu que havia anat a patinar sobre gel al llac Store Sandungen.

## Carrera esportiva
Participà en els Jocs Olímpics d'Hivern de 1972 realitzats a Sapporo (Japó) aconseguint guanyar la medalla de plata en el relleu 4x10 km. juntament amb l'equip noruec i la medalla de bronze en la prova individual de 15 quilòmetres. En els Jocs Olímpics d'Hivern de 1976 realitzats a Innsbruck (Àustria) participà en les quatre proves masculines, on aconseguí la medalla d'or en la prova de 50 km i la medalla de plata en els relleus 4x10 km, a més a més de finalitzar cinquè en la prova de 15 km i onzè en la de 30 quilòmetres.
En el Campionat del Món d'esquí nòrdic aconseguí dues medalles de bronze els anys 1974 i 1978 en la prova de relleus 4x10 quilòmetres.
A més a més de la pràctica de l'esquí de fons, Formo practicà la cursa d'orientació, aconseguint guanyar la medalla de bronze en el Campionat del Món de cursa d'orientació celebrat el 1974.
Entre 1983 i 1988 fou membre del comitè d'esquí de fons de la Federació Internacional d'esquí (FIS).
El 1973 li fou atorgat el premi Egebergs Ærespris.